# Mohamed Askari
Mohamed Askari (* 1. Mai 1943 in Luxor, Ägypten) ist ein seit 1970 in Deutschland arbeitender Musiker, Musikethnologe und Musikpädagoge.

## Biografie
Mohamed Askari kam 1970  nach Deutschland, um an der Musikhochschule Heidelberg/Mannheim Klarinette zu studieren. Nach zwei Jahren wechselte er an die Musikhochschule Berlin und zum Fach Komposition. Schließlich studierte er noch Musikethnologie, Arabistik und Ethnologie an der FU Berlin und in Göttingen.
Mohamed Askari ist verheiratet, hat drei Töchter und lebt in Berlin. Er ist Mitbegründer der Al-Maqam, einer Zeitschrift für arabische Kunst und Kultur.

## Tätigkeiten

### Auftritte
Vor etwa zwanzig Jahren begann Mohamed Askari die klassisch-arabische Musik in Deutschland bekannt zu machen. Damals mit dem palästinensischen Oud-Spieler Mustafa Kurd, der sich einen Namen durch sein Engagement für die Intifada gemacht hat. Um 1995 gründete Askari das Berliner Takht Ensemble, mit dem er klassisch-arabische Musik aufführt.
Als Solo-Nay-Spieler hat er sich vor allem mit seinen Auftritten im Rahmen der Langen Nacht der Museen in Berlin einen Namen gemacht. Aber er scheut sich auch nicht, experimentelle Musik zu spielen, die teils kultur-, teils religionsübergreifend ist.

### Pädagogik
Als Musikethnologe eignete sich Askari ein umfangreiches Wissen über die Musik der Araber an, das er in Seminaren, Kolloquien, Symposien sowohl wissenschaftlich als auch praktisch weitergibt. So ist er auch in der Kinder- und Jugendarbeit wie auch in der Erwachsenen- und Lehrerfortbildung tätig.

### Veröffentlichungen
Als Wissenschaftler hat er Artikel zu Themen rund um die arabische Musik veröffentlicht, als Musiker war er im Rundfunk und Fernsehen tätig, hat mehrere CDs veröffentlicht und Filmmusik geschrieben sowie ethnologische Filme gedreht.